# Ratibořice (Ratibořské Hory)
Ratibořice (německy Ratiborschitz) jsou malá vesnice, část obce Ratibořské Hory v okrese Tábor v Jihočeském kraji. Nachází se asi jeden kilometr severozápadně od Ratibořských Hor. Ratibořice leží v katastrálním území Ratibořice u Tábora o rozloze 5,09 km². V katastrálním území Ratibořice u Tábora leží i Malenín.

## Historie
První písemná zmínka o vesnici pochází z roku 1369. V okolí se nacházely stříbrné rudy, rozmach těžby stříbra je doložen od 18. století. Od roku 1527 bylo kvůli tomu nedaleko založeno hornické městečko Ratibořské Hory, které se později stalo centrem oblasti. Zbytky hald je možné vidět z naučné stezky Stříbrná osmička, která vesnicí prochází.

## Přírodní poměry
Severozápadně od vesnice leží přírodní památka Jesení.

## Obyvatelstvo
| Rok            | 1869 | 1880 | 1890 | 1900 | 1910 | 1921 | 1930 | 1950 | 1961 | 1970 | 1980 | 1991 | 2001 | 2011 | 2021 |
| -------------- | ---- | ---- | ---- | ---- | ---- | ---- | ---- | ---- | ---- | ---- | ---- | ---- | ---- | ---- | ---- |
| Počet obyvatel | 232  | 239  | 275  | 297  | 274  | 252  | 212  | 140  | 140  | 130  | 92   | 75   | 67   | 52   | 93   |
| Počet domů     | 25   | 26   | 41   | 41   | 41   | 39   | 41   | 39   | 37   | 33   | 30   | 38   | 38   | 38   | 45   |

## Obecní správa
Při sčítání lidu v letech 1850–1971 Ratibořice byly samostatnou obcí v okrese Tábor. Od 26. listopadu 1971 jsou částí obce Ratibořské Hory v okrese Tábor, kdy se konaly obecní volby. V letech 1850–1971 k obci patřil Malenín.

## Pamětihodnosti
- Kostel svatého Bartoloměje ze 13. století, přestavěn v roce 1849[9]

## Galerie

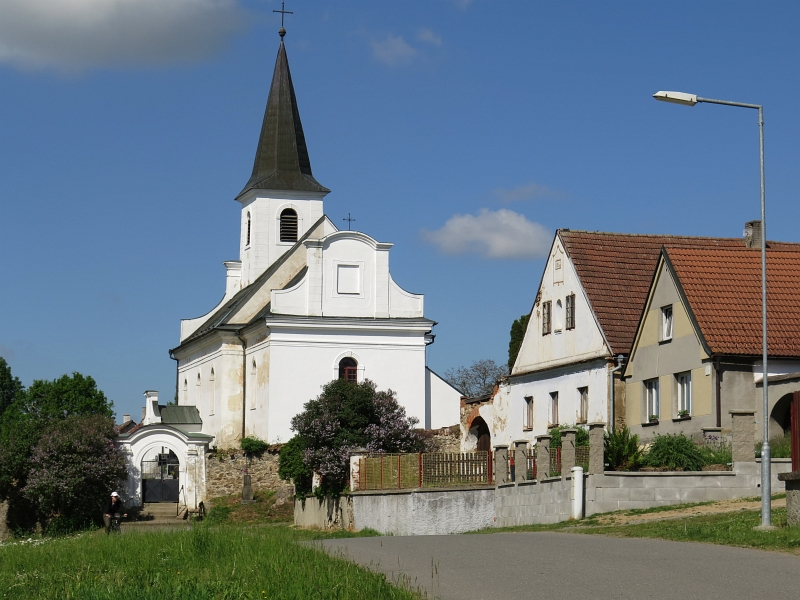
Kostel svatého Bartoloměje
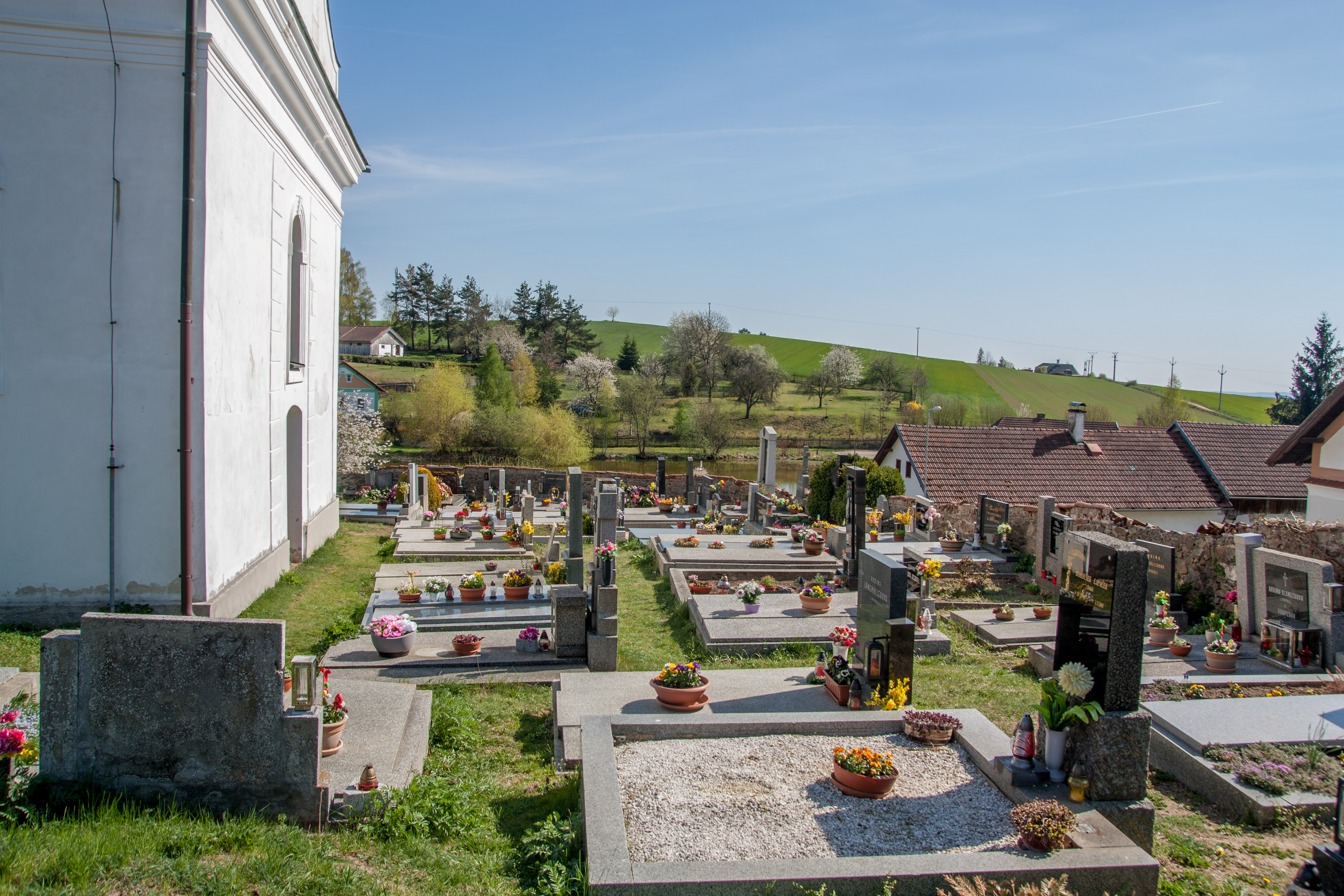
Hřbitov při kostele
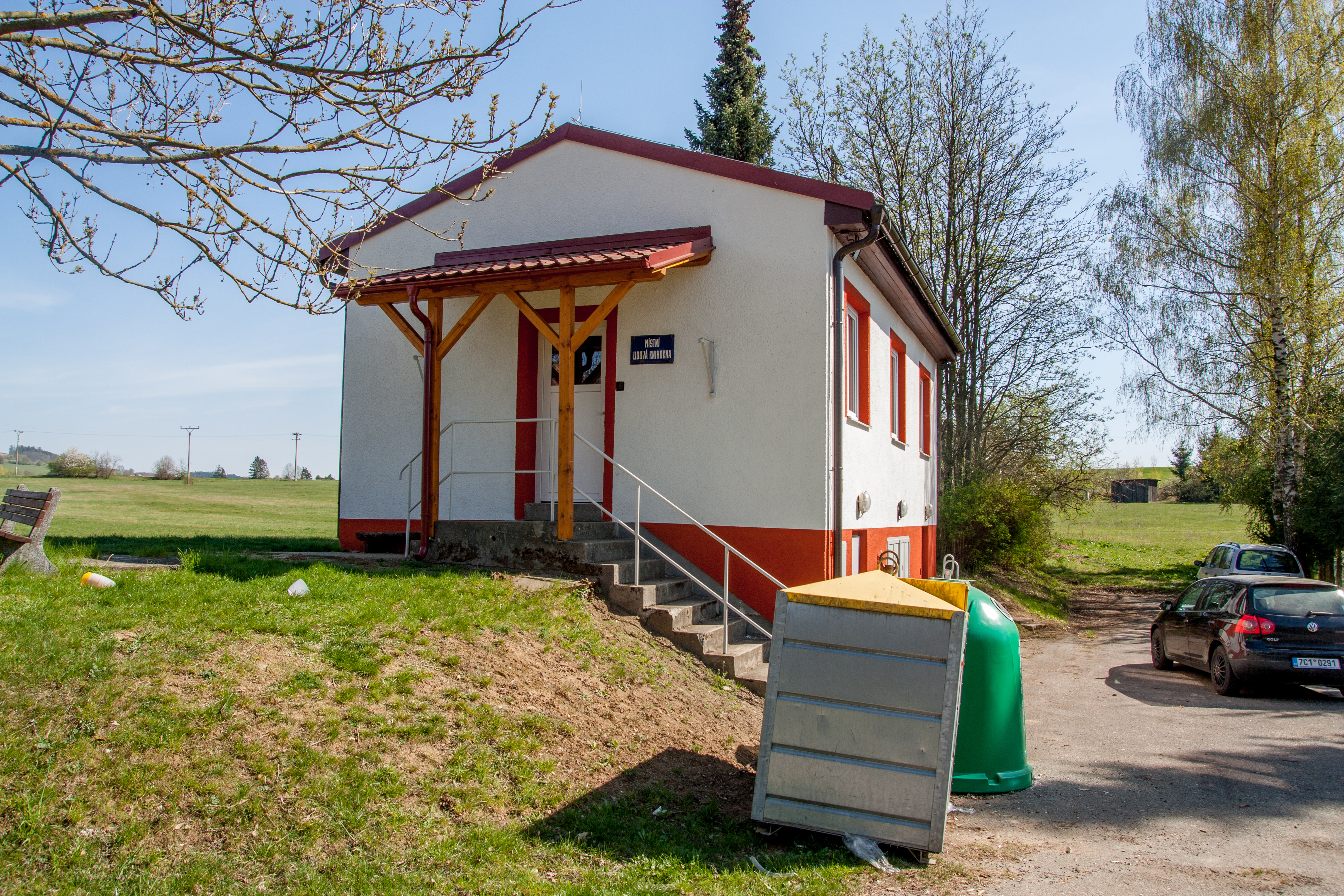
Místní lidová knihovna
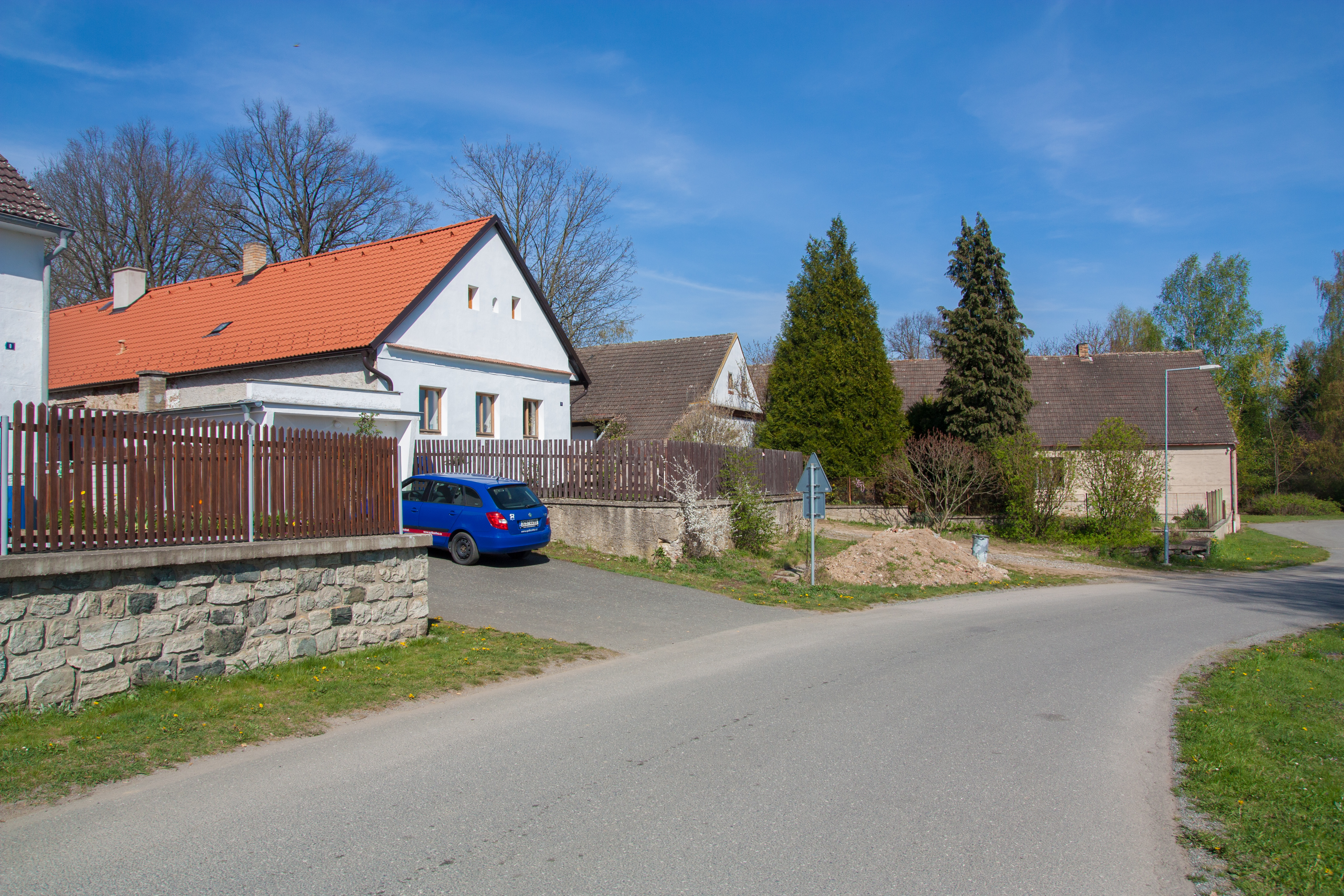
Ulice
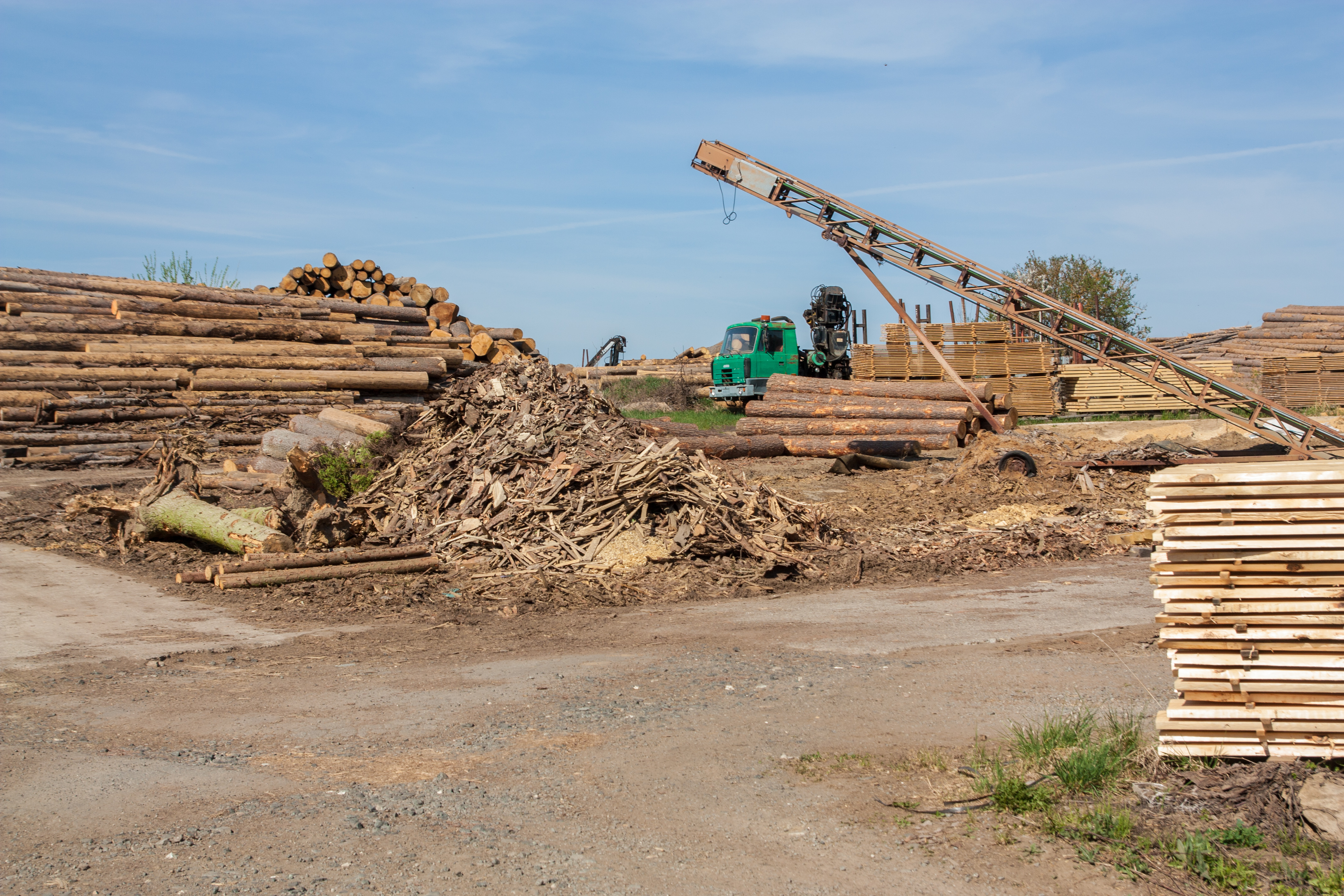
Pila nad vesnicí